# Koulouba
Koulouba ist ein Stadtteil von Ouagadougou, der Hauptstadt des westafrikanischen Staates Burkina Faso. Er liegt östlich des Zentrums und umfasst in etwa den Secteur 5. Traditioneller Chef von Koulouba ist der Naaba Koanga.
In Koulouba befinden sich der ehemalige Präsidentenpalast, Verwaltungsgebäude und Botschaften.
Im Dokumentarfilm Il était une fois... Koulouba von Yassala Sessouma wird das Leben im traditionellen Hauptstadtviertel vor der Zerstörung im Rahmen des Stadtentwicklungsprojekts projet ZACA gezeigt. Die ursprünglichen Bewohner wurden in neue Siedlungen am Stadtrand umgesiedelt. Nur einige mehrstöckige Gebäude und Villen wurden stehengelassen.